# 959 (číslo)
Devět set padesát devět je přirozené číslo. Římskými číslicemi se zapisuje CMLIX a řeckými číslicemi ϡνθ´. Následuje po čísle devět set padesát osm a předchází číslu devět set šedesát.

## Matematika
959 je:
- Deficientní číslo
- Složené číslo
- Poloprvočíslo
- Nešťastné číslo

## Astronomie
- (959) Arne je planetka hlavního pásu, kterou objevil v roce 1921 Karl Wilhelm Reinmuth
- NGC 959 je spirální galaxie v souhvězdí Trojúhelníku

## Roky
- 959
- 959 př. n. l.